# Neomphaloidea
Neomphaloidea  McLean, 1981 è una superfamiglia di molluschi gasteropodi della sottoclasse Neomphaliones. È la sola superfamiglia dell'ordine Neomphalida.

## Descrizione
I caratteri anatomici dei Neomphaloidea seguono in gran parte gli schemi dei Vetigastropoda. Tuttavia, caratteri morfologici e filogenetici insoliti hanno portato ad una attribuzione specifica per questa famiglia fuori dai Vetigastropoda.
Le famiglie che compongono i Neomphaloidea condividono alcuni caratteri anatomici distintivi come un ventricolo ininterrotto dal retto, la presenza di una vena palliale trasversale, i tentacoli lisci, la mancanza di madreperla e il tipo di radula. All'interno del taxon vi sono poi differenze significative per quanto riguarda le caratteristiche riproduttive. I membri di Neomphalidae hanno i tentacoli cefalici sinistri dei maschi modificati per la copulazione mentre la maggior parte dei membri di Peltospiridae non mostra dimorfismo sessuale. I maschi delle specie Melanodrymia, sebbene collocati all'interno di Peltospiroidea, hanno entrambi i tentacoli cefalici modificati per la copulazione.
L'habitat dei Neomphaloidea è costituito dalle sorgenti idrotermali in acque profonde.

## Tassonomia
La posizione sistematica dei Neomphaloidea cioè se all'interno o all'esterno di Vetigastropoda è rimasta a lungo controversa. Analisi filogenetiche più recenti, basate su geni rRNA nucleari o genomi mitocondriali, pongono definitivamente Neomphaloidea al di fuori di Vetigastropoda e considerano la famiglia Cocculinoidea sorella di Neomphaloidea.
La superfamiglia contiene tre famiglie di cui una sola esistente, ed due generi non assegnati:
- Famiglia Melanodrymiidae Salvini-Plawen & Steiner, 1995
- Famiglia Neomphalidae McLean, 1981
- Famiglia Peltospiridae McLean, 1989
- Famiglia non assegnata
  - Genere Helicrenion Warén & Bouchet, 1993
  - Genere Retiskenea Warén & Bouchet, 2001